# Втрати 35-ї окремої бригади морської піхоти
У статті описано деталі загибелі бійців 35-ї окремої бригади морської піхоти ВМС ЗСУ.

## Поіменний перелік

### 2016
1. Лейтенант Андрій Барсуков, 3 жовтня 2016[1]
2. Старший сержант Іван Сакаль[1]
3. Старший матрос Денис Козьма[1]
4. Матрос Олександр Бердник[1]
5. Матрос Михайло Кобець[1]

### 2019
1. Матрос Олександр Ляшок, 19 червня 2019[2]
2. Матрос Віталій Собко, 25 серпня 2019[3]

### 2020
1. Лейтенант Красногрудь Дмитро Анатолійович, 13 липня 2020[4].
2. Сержант Журавель Ярослав Сергійович, 13 липня 2020[5].
3. Матрос Руслан Волков, 7 вересня 2020[6].

### 2022
1. 14 березня 2022 року — Ткачук Володимир Володимирович «Доктор». 25 років, с. Знамʼянка Одеської області. Загинув поблизу села Червоне на Миколаївщині.[7]
2. 18 березня 2022 - Лейтенант, Чабанов Андрій Валентинович «Чаба», 14.12.2000 (21 рік), м.Кропивницький. Загинув в наслідок ракетного обстрілу казарми в м. Миколаїв
3. 18 березня 2022 - Главчев Сергій Степанович («Булат»), 25.05.1971 р.н. Сержант. Загинув  року під час обстрілу казарми в місті Миколаїв[8].
4. 18 березня 2022 - старший матрос Антон Ротарь. Загинув  року під час обстрілу казарми в місті Миколаїв.[9]
5. 27 травня 2022 - Перепеличний Анатолій Михайлович, старший лейтенант, офіцер групи сил підтримки. Загинув поблизу села Велике Артакове на Миколаївщині[10]
6. 27 травня 2022 - Юрко Сергій Деомидович («Тарлан»), 13 лютого 1980, с. Калантаївка Роздільнянського району Одеської області. Матрос. Загинув внаслідок вибуху під час бою в населеному пункті Велике Артакове Баштанівського району Миколаївської області[11].
7. 27 травня 2022 - Сергій Вінницький. Загинув біля села Білогірка на Херсонщині. Врятувавши побратима, повернувся на поле бою та отримав смертельне поранення під час ворожого артилерійського обстрілу.[12]
8. 3 червня 2022 — Дердуга Сергій Миколайович, підполковник, командир 18 окремого батальйону морської піхоти, народився у місті Ямпіль Вінницької області, загинув під час наступальних дій на Миколаївщині[13]
9. 29 липня 2022 — Бреслов Денис Юрійович (16.03.1990 р.н.), лейтенант, командир взводу артрозвідки
10. 19 серпня 2022 — Фунтовий Іван Іванович. Загинув під час виконання бойового завдання біля села Лозове Херсонської області[14][15]
11. 25 серпня 2022 - Бездітний Андрій Віталійович («Джокер»). 25 років, с. Мальчівці. 137-й батальйон, 1-ша рота. Загинув в селі Лозове Бериславського району Херсонської області.[16][17]
12. 17 вересня 2022 - Козовякін Володимир Володимирович, 24.04.1976, с. Новоселівка Роздільнянського району Одеської області. Сержант, заступник командира взводу, Загинув  року під час мінометного обстрілу населеного пункту Білогорівка Донецької області[18].
13. 2 жовтня 2022 - Скибенюк Ігор Ігорович, 14.06.1990, м.Одеса.Старший матрос. Загинув отримавши осколкове поранення несумісне з життям біля населеного пункту Давидів Брід Херсонської області[19].
14. 3 жовтня 2022 - Скріпнік Віктор Афанасійович, 8.02.1984, с. Старостине Роздільнянського району Одеської області. Матрос, старший навідник гранатометного відділення. Загинув отримавши осколкове поранення несумісне з життям біля населеного пункту Білогірка Херсонської області[20].
15. 6 жовтня 2022 - матрос Роман Гаврилоє, позивний «Соломон». Загинув під час виконання бойового завдання біля села Білогірка на Херсонщині[21].
16. 7 жовтня 2022 - Звеліндовський Сергій Євгенійович. Загинув під час визволення села Давидів Брід
17. 12 жовтня 2022 — Новоторов Дмитро Сергійович (14.07.1990 р.н.), народився в селищі Устинівка,  загинув при виконанні бойового завдання поблизу села Давидів Брід Херсонської області[22]
18. 23 жовтня 2022 - Сергій Гайдуцький, 35 років. Старший матрос 18-го окремого батальйону морської піхоти. Загинув в боях на Херсонщині[23].
19. 27 листопада 2022 - матрос Шостак Іван Сергійович,  [24]
20. 29 листопада 2022 - матрос Васін Валерій Васильович [25]
21. Малецький Володимир Вікторович («Маорі»). м. Маріуполь Донецька область. Загинув під час боїв з російськими окупантами за звільнення м. Херсону [26].

### 2023
1. 4 січня 2023 року — Додон Віталій Іванович (24.03.1976 р.н.) головний сержант роти морської піхоти, загинув під час штурмових дій в районі м. Мар'їнка Донецької області[27]
2. 8 січня 2023 - старший матрос Клєцков Микита Олегович[28]
3. 13 січня 2023 - Кожем'як Андрій («Чуб»/«Кажан»). 21 рік, с. Зінці. Загинув  у бою під Красногорівкою Донецької області [29]
4. 25 січня 2023 - Кудрявцев Дмитро. 30 років, м. Свалява.[30].
5. Ткачук Любомир. 47 років, м. Чорноморськ Одеської області [31]
6. 9 квітня 2023 - Руденко Ігор Пилипович. 27 травня 1972, Жовтень.[32][33].
7. 12 квітня 2023 - Швая Богдан Юрійович. Загинув під час виконання бойового завдання в н.п. Новобахмутівка Донецької області, у наслідок артилерійського обстрілу [34]
8. 20 квітня 2023 - Ярослав Драганов. Загинув поблизу села Новобахмутівка на Донеччині [35].
9. 23 квітня 2023 - Івасів Василь («Домовий»). 29 років, с. Комарів. Загинув в селі Новобахмутівка Донецької області [36].
10. 23 квітня 2023 - ОЛЕГ АНДРІЙОВИЧ ШЕВЧЕНКО, 15 січня 1995. Загинув  під час виконання бойових завдань на Покровському напрямку, Донецької області[37].
11. 29 квітня 2023 - Анікієнко Артур Валерійович («Снуп»). 7 червня 1985, м. Ужгород. Загинув біля міста Селидове Донецької області [38][39].
12. Кордик Дмитро. 1999, с. Хотівля, Чернігівського району. Загинув під Новобахмутівкою Покровського району Донецької області [40].
13. 8 червня 2023 - Джаман Василь, 1990. Помер від смертельного поранення, отриманого поблизу села Сторожове Волноваського району на Донеччині [41].
14. Унгурян Василь. м. Татарбунари Одеської області. Загинув під час виконання бойового завдання в н.п. Сторожове Донецької області [42].
15. Дмитрієв Максим Сергійович («Філ»). 31 липня 1984, с. Нова Некрасівка [43].
16. 9 червня 2023 - Унгурян Василь м. Татарбунари Одеської області. Старший матрос, командир розвідувального відділення. Загинув в селі Сторожове Донецької області [42]
17. 9 червня 2023 - Дмитрієв Максим Сергійович («Філ») 31 липня 1984, с. Нова Некрасівка.[43]
18. 10 червня 2023 - Мисан Дмитро. 23 роки, м. Славута. Загинув  біля села Сторожеве на Донеччині [44].
19. 13 червня 2023 - Фартушинський Орест Володимирович, 12 червня 1998, смт Делятин.[45].
20. Анопрієнко В'ячеслав. 43 роки, м. Чернігів [46]
21. Абажи Олександр Федорович. 7 квітня 1979, м. Болград [47]
22. 15 червня 2023 - Корнієнко Дмитро Олегович. 8.11.1993р. Матрос. Загинув у с. Старомайорське [48].
23. 20 червня 2023 - Казанджі Олександр Олександрович («Одеса»). Загинув під час бойових дій поблизу села Макарівка на Донеччині [49].
24. 24 червня 2023 - Стан Сергій («Тайсон») 41 рік, місто Кишинів, Молдова. Загинув  в районі села Сторожеве на Донеччині [50].
25. 26 червня 2023  - Дмітрієв Дмитро («Денчик»). Загинув в районі села Старомайорське на Донеччині [51]
26. 5 липня 2023 - Биців Володимир. Загинув неподалік Новохатське Волноваського району [52]
27. 08 серпня 2023 - Ходимчук Олександр Миколайович . Старший матрос, старший навідник  гранатометного відділення гранатометного взводу роти вогневої підтримки. Загинув під Старомайорське на Донеччині внаслідок ворожого артилерійського обстрілу[53].
28. 10 серпня 2023 - Балашов Олександр («Балаш»). Загинув неподалік селища Урожайне на Донеччині [54]
29. 4 серпня 2023 - Пашкалян Олександр Сергійович («Медвідь»). Загинув  року під час оборони населеного пункту Аккаржа Одеської області[55].
30. 16 серпня 2023 - Мрачковський Сергій Андрійович. [56]
31. 13 вересня 2023 - Сметанський Олександр. 19 травня 1988, с. Красносілка. Загинув в районі населеного пункту Новомайорське Донецької області [57]
32. 8 жовтня 2023 - Омельченко Геннадій Іванович. Помер під час лікування в місті Одеса, сержант[58]
33. 24 жовтня 2023 - Хантіль Олександр Володимирович («Лящ/Хан»). 36 років. Загинув під час штурму в районі села Кринки на Херсонщині [59].
34. Коваль Олег Олександрович («Балта»). 40 років, м. Балта Одеської області. Загинув в районі села Кринки на Херсонщині. Виконуючи бойове завдання, отримав смертельні поранення під час ворожого артилерійського обстрілу [60][61].
35. 31 жовтня 2023 — Коваль Олег («Балта») [62]
36. 2 листопада 2023 — Недашківський Євген («Крук»). 31 рік, с. Димарка Київської області [63].
37. 19 листопада 2023 — Сомік Олександр Сергійович («Сом»). 35 років, с. Устя Вінницької області [64].
38. 21 листопада 2023 — Музика Віталій («Азовець»). 27 років, м. Хмільник Вінницької області [65].
39. 14 грудня 2023 - Тісний Сергій Володимирович. 7 червня 1975, с. Яланець, Вінниччина. Загинув  в районі села Кринки [66].
40. 19 грудня 2023 - Єрмак Олена Миколаївна. Померла через тяжку хворобу, матрос [67]
41. 24 грудня 2023 - Катунін Олексій Миколайович. Загинув в районі села Кринки , Херсонська область. 47 років ( «Корф»)
42. 31 грудня 2023 - Пилипака Руслан ("Рудік"), 23 липня 1995, с. Балашівка Березнівського району Рівненської області. Капітан. Загинув під час виконання бойового завдання в районі населеного пункту Кринки Олешківської міської громади Херсонського району.

### 2024
1. 17 січня 2024 - Маслов Віктор Миколайович, 24.11.1973, с. Нові Чобручі Роздільнянського району Одеської області. Матрос, водій відділення техніки інженерно-дорожнього взводу інженерно-технічної роти. Загинув під час виконання бойового завдання біля н.п.  Тягинки Херсонської області[68].
2. 2 лютого 2024 - Марценюк Станіслав[35]
3. 27 лютого 2024 — Горошко Руслан («Боб»). 36 років, м. Заводське на Полтавщині [69].
4. 28 лютого 2024 — Бараненко Максим. 35 років, молодший сержант, 137 ОБМП. Загинув в процесі евакуації після поранення [70].
5. 14 квітня 2024 - Мороз Руслан. 48 років, с. Колодіївка.[71]
6. 18 травня 2024 — П'ятак Оксана Іванівна. Зникла безвісти в Кринках [72][73]
7. 18 травня 2024 — Кушеляк Олег («Святий») 24 роки, Волинь. 88-й батальйон [74].
8. 7 червня 2024 — Сініцький Олександр. Харківська область [75].
9. 22 серпня 2024 — Патченко Денис. 1 листопада 1985, м. Вінниця [76]
10. 26 жовтня 2024 - Третяк Олексій Сергійович («Білий»), 10 квітня 1997, м. Роздільна Одеської області. Молодший сержант. Загинув при виконанні бойового завдання біля населеного пункту Новодмитрівка Донецької області[77].
11. 29 жовтня 2024 - Жезняк Григорій Миколайович, 07 .02.1991. Старший сержант. Загинув в н.п. Гірник Донецької області, отримавши поранення, несумісне з життям[78].
12. 30 жовтня 2024 — Лантух Ігор Миколайович 07.07.1974, м. Гайсин Вінницька область , загинув поблизу населеного  пункту  Іллінка , Донецька область [79].
13. 18 листопада 2024 -  Яценко Віталій Іванович, матрос. Загинув під час виконання бойового завдання поблизу села Берестки Донецької області[80].
14. 20 листопада 2024 - Вадим Жемчужніков, 02.06.1977, м. Хмельницький. Загинув стримуючи наступ ворога у місті Курахове Донецької області.[81].
15. 2 грудня 2024 — Мелофон Юрій. 39 років, диджей, автор лейблу Moon Records [82][83]

### 2025
1. 3 січня 2025 — Кузьменко Андрій [84].
2. 20 лютого 2025 - Вадим Рябошапка, 27 грудня 2002, с. Ольгопіль Вінницької області. Старший матрос, на контрактній службі з 26 листопада 2021 року. Загинув під час виконання бойового завдання поблизу села Андріївка Донецької області внаслідок артилерійського обстрілу[85].
3. 9 березня 2025 - Сергій Арбузов, 35 років, старший матрос. Був нагороджений орденом "За мужність" III ступеня, відзнакою "За штурм" та відомчою медаллю Міністерства оборони України "За поранення". Загинув під селом Новоандріївка Волноваського району[86].
4. 14 квітня 2025 — Горбач Василь